# Charles Marcelo da Silva
Charles Marcelo da Silva, noto semplicementecome Charles (Belo Horizonte, 4 febbraio 1994), è un calciatore brasiliano, portiere del Vitória Guimarães.

## Carriera

### Club
Cresciuto nel settore giovanile del Vasco da Gama, ha esordito in prima squadra il 4 giugno 2015 in occasione del match di Série A perso 3-0 contro il Ponte Preta.
Nel gennaio 2016 si è trasferito al Marítimo.

### Nazionale
Nel 2011 con il Brasile sub-17 ha partecipato in veste di portiere titolare al Campionato sudamericano ed al Campionato mondiale di categoria.

## Palmarès

### Nazionale
- Campionato sudamericano Under-17: 1

Ecuador 2011